# Charles Oberthür

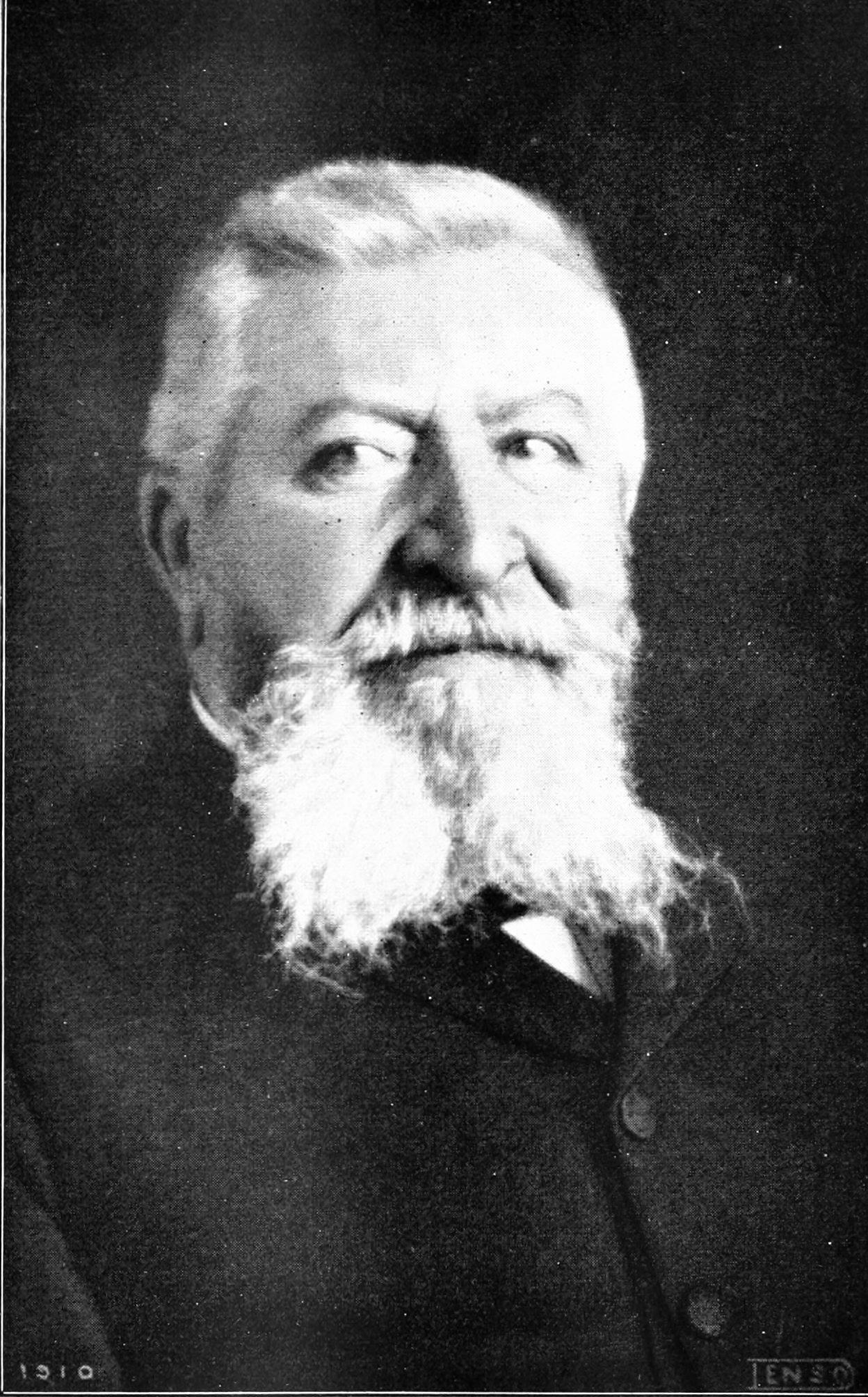
Charles Oberthür

Charles Oberthür (* 14. September 1845 in Rennes; † 1. Juni 1924 ebenda) war ein französischer Entomologe, spezialisiert auf Schmetterlinge.

## Leben

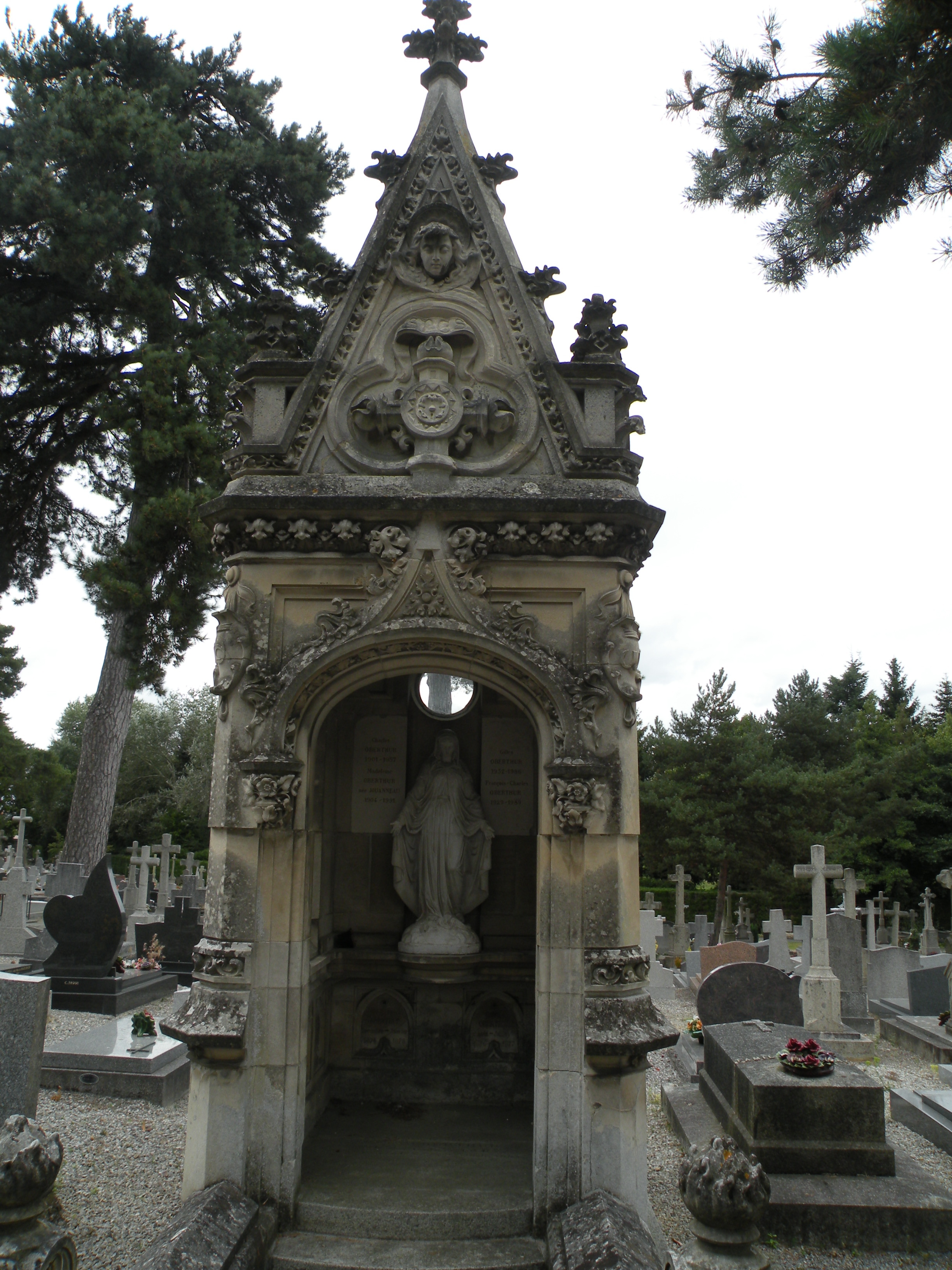
Familiengrab der Oberthürs in Rennes

Oberthür war der Sohn des elsässischen Verlegers François-Charles Oberthür (1818–1893), des Gründers des Verlagshauses und lithographischen Anstalt Oberthür in Rennes. Er war Schmetterlingsforscher und -sammler, und seine Beschäftigung mit Insekten übertrug sich auf seine Söhne. Neben Charles waren auch sein Bruder René Oberthür (1852–1944) und sein Enkel Henri Joseph Oberthür Entomologen.
Er trug eine der größten privaten Schmetterlingssammlungen der Welt zusammen (mit 5 Millionen Exemplaren in 15.000 Glaskästen) und von ihm stammen viele Erstbeschreibungen (allein 45 Gattungen). Seine Sammlung vermehrte er vor allem durch Aufkauf bedeutender Sammlungen, er ließ aber auch zum Beispiel Missionare weltweit für sich sammeln und unterstützte die Missionsarbeit im Gegenzug.
Ab 1876 veröffentlichte er eine Reihe von Büchern Études d’ Entomologie (21 Bände bis 1902) und ab 1904 die Reihe Études de Lepidopterologie comparée (22 Hefte bis 1924). Beide Reihen sind mit hervorragenden Farbtafeln ausgestattet und wurden im familieneigenen Verlag gedruckt, wozu sich Oberthür fähige Illustratoren suchte.
Er war im Stadtrat von Rennes. 1913 erhielt er den Prix Cuvier der Académie des sciences.